# Amegilla luzonica
Amegilla luzonica là một loài Hymenoptera trong họ Apidae. Loài này được Cockerell mô tả khoa học năm 1914.